# ルノー・R30
ルノー・R30 (Renault R30) は、ルノーF1が2010年のF1世界選手権参戦用に開発したフォーミュラ1カー。2010年開幕戦から最終戦まで実戦投入された。
2012年からタイヤサプライヤーであるピレリのテストカーとして使用されている。

## 概要

### 2010年シーズン
前年発覚したクラッシュゲート以後、チーム体制が変貌。フラビオ・ブリアトーレ、パット・シモンズ、フェルナンド・アロンソといった主要スタッフ・ドライバーがチームを去り、株式の大半がジニー・キャピタルに売却されたが、「ルノー」の名で継続参戦した。
新車R30は2009年8月にすでに開発に着手していることが発表され、2010年1月31日にバレンシア・サーキットで正式に発表された。前年までメインスポンサーだったINGグループの撤退などの影響から、1980年代前半の第1期ワークス時代を彷彿とさせる黄色と黒のカラーリングとなった。
R30は太目のハイノーズなど前年不振を囲ったR29と同じようなスタイリングで現れたため、ポテンシャルが不安視された。冬季テスト中も目立ったタイムを残せなかったが、開幕戦バーレーンGPではロバート・クビサが予選でトップ4チームに続く9位に食い込んだ。
続くオーストラリアGPでは悪天候を利してクビサが2位表彰台を獲得した。また、モナコGPではポールポジションを争い、予選2位から決勝でも3位表彰台を獲得した。
マシンのアップデートに関しては、第9戦ヨーロッパGPよりブロウン・ディフューザーを投入。Fダクトは開発が遅れたが、第13戦ベルギーGPから導入すると、クビサがシーズン3回目の表彰台を獲得し、的確な開発が結果に表れた。
シーズン終盤、ルノーのFダクトは他チームを凌ぐ直線速度をみせるようになった。最終戦アブダビGPでは、クビサがマクラーレンのルイス・ハミルトン、ヴィタリー・ペトロフがフェラーリのアロンソに対してオーバーテイクの機会を与えず、ドライバーズチャンピオン争いの結末に影響を与えることになった。

### テストカーとしての利用
2011年よりタイヤサプライヤーを務めるピレリは、前年まで使用してきたトヨタ・TF109に代わりR30を2012年から開発用のテストカーに採用した。ドライバーにはルーカス・ディ・グラッシとハイメ・アルグエルスアリの二名が選ばれた。

## スペック

### シャーシ
- シャーシ名 R30
- シャーシ構造 カーボンファイバー/ハニカムコンポジット複合構造モノコック・ルノーV8エンジン搭載（ストレスメンバー）
- クラッチ
- ブレーキキャリパー パッド・AP製キャリパー
- ブレーキディスク・パッド ヒトコ製カーボンファイバー製ディスクブレーキ
- サスペンション カーボンファイバー製ダブルウィッシュボーン、プッシュロッド（フロント）/プッシュロッド（リヤ）式トーションバー&アンチロールバー。アルミニウム合金製アップライト
- ダンパー マルチマチック
- ホイール O・Z
- タイヤ ブリヂストン
- ギアボックス 縦置き7速＋リバース1速油圧式セミオートマチック（クイックシフト付き）
- エレクトロニクス MES-マイクロソフト スタンダードECU
- 重量 冷却水、潤滑油、ドライバーを含めて620kg

### エンジン
- エンジン名 ルノーRS27-2010
- 気筒数・角度 V型8気筒・90度
- 排気量 2,400cc
- 最高回転数 18,000rpm（レギュレーションで規定）
- シリンダーブロック アルミニウム鋳造製
- バルブ数 32
- 重量 95kg
- 潤滑油 トタル
- エンジンマネージメント FIA（MES製）標準コントロールユニットTAG310B

## 記録
| 年   | No. | ドライバー | 1   | 2   | 3   | 4   | 5   | 6   | 7   | 8   | 9   | 10  | 11  | 12  | 13  | 14  | 15  | 16  | 17  | 18  | 19  | ポイント | ランキング |
| 年   | No. | ドライバー | BHR | AUS | MAL | CHN | ESP | MON | TUR | CAN | EUR | GBR | GER | HUN | BEL | ITA | SIN | JPN | KOR | BRA | ABU | ポイント | ランキング |
| ---- | --- | ---------- | --- | --- | --- | --- | --- | --- | --- | --- | --- | --- | --- | --- | --- | --- | --- | --- | --- | --- | --- | -------- | ---------- |
| 2010 | 11  | クビサ     | 11  | 2   | 4   | 5   | 8   | 3   | 6   | 7   | 5   | Ret | 7   | Ret | 3   | 8   | 7   | Ret | 5   | 9   | 5   | 163      | 5位        |
| 2010 | 12  | ペトロフ   | Ret | Ret | Ret | 7   | 11  | Ret | 15  | 17  | 14  | 13  | 10  | 5   | 9   | 13  | 11  | Ret | Ret | 16  | 6   | 163      | 5位        |

- 太字はポールポジション、斜字はファステストラップ。(key)